# Christian Gottfried Körner
Christian Gottfried Körner (Leipzig, 2 de juliol, 1756 - Berlín, 13 de maig, 1831) fou un poeta i literat alemany.
Estudià Dret a Göttingen i Leipzig, i el 1783 fou nomenat cap de la cancelleria de l'Ajuntament de Dresden, i més tard referendat del Consell secret.
Fou amic de Goethe i íntim de Schiller, del que publicà la primera edició de les seves Obres completes. També publicà pòstumament les del seu fill Theodor Körner (1791-1813), el 1815.
A més se li deuen: Aesthetische Ansichten (1808) i Schillers Briefwechsel mit Körner.